# Wrattenkaakje
Het wrattenkaakje (Tmeticus affinis) is een spinnensoort in de taxonomische indeling van de hangmatspinnen (Linyphiidae).
Het dier komt uit het geslacht Tmeticus. Tmeticus affinis werd in 1855 beschreven door John Blackwall.